# 卓映雪
卓映雪（？—2014年9月10日），臺北靈糧堂牧師，在金三角與丈夫創立新生命福音戒毒中心，幫助當地人戒毒及讓孩童接受教育。

## 生平紀事
卓映雪出身佛教家庭，在養父家長大成人。1990年她成為靈糧教牧宣教神學院第一屆學生，同年前往泰北短期宣教。
1992年，卓映雪於香港幸福營福音戒毒實務見習後，連續四年六次赴泰國多方接觸當地同工，並認識了十七歲就開始吸毒的泰北孤軍後代張雨，1995年11月兩人婚姻。1997年2月，夫妻於泰北開設名為「新生命福音戒毒中心」的戒毒所。該地是位於清萊金三角聯華村，多為泰緬孤軍的後代。他們變賣結婚首飾和家當，面臨深山野林、沒水沒電、毒梟黑道隨處出沒，四周又盡是長年吸毒、家徒四壁的人們，有人認為「一個戒毒的大老粗」、「一個宣教的菜鳥」，這兩人開的戒毒所一定幾個月內關門。
卓映雪除了要適應泰北山區不便、黑白兩道與毒癮發作者毫無理智的環境，還歷經連續被蠍子螫到差點喪命。兩人親自種菜墾地、掘井建屋，去各地收容不成人形的吸毒者來戒毒。夫妻自1998年開始加收戒毒者家屬，2001年又在當地設立撒母耳培幼學苑，擴大到開始對戒毒者的子女、邊緣青少年的就學、復學、培訓中文教育等等，之後在他人協助下開設農場、中途之家、愛滋觀護、臨終照料，讓戒毒中心不只是一個中心，成為當地重要的聚集村落。在2004年9月報導時，戒毒所已前後收容七百多吸毒者。東森電視台記者孫暐皓，因其基督徒身份而獲邀到泰北採訪，結識張雨夫妻，之後就將訪問寫成書籍《泰北愛無間》。
2007年，卓映雪得到乳癌，單獨先回臺灣治療。2009年4月12日，復活節，她於木柵靈糧山莊由台北靈糧堂主任牧師周神助按牧時，除她原生家庭、養父與夫婿都來，連佛教法師們也來觀禮。
至2012年3月報導時，新生命福音戒毒中心已有七十餘位同工，前後收容超過千名戒毒者，有的小孩因受到教育而能到美國大學深造。2012年，卓映雪又因癌症回臺灣休養，2014年9月10日下午5點在臺灣去世。